# Новокуручево
Новокуру́чево (рос. Новокуручево, башк. Яңы Ҡорос) — село у складі Бакалинського району Башкортостану, Росія. Входить до складу Старокуручевської сільської ради.
Населення — 72 особи (2010; 112 у 2002).
Національний склад:
- башкири — 56 %
- татари — 44 %